# Інститут культури (станція метро)
53°53′06″ пн. ш. 27°32′23″ сх. д. / 53.88500° пн. ш. 27.53972° сх. д.
Інсти́тут культу́ри (біл. Інсты́тут культу́ры) — станція Мінського метрополітену, яка розташована на Московській лінії між станціями «Площа Леніна» і «Грушівка». Відкрита 30 червня 1984 року у складі першої черги. Колишня кінцева станція.

## Конструкція
Односклепінна станція мілкого закладення з однією острівною платформою.

## Колійний розвиток
Станція з колійним розвитком - 6-стрілочні оборотні тупики з боку станції «Грушівка», які переходять у двоколійну ССГ до електродепо ТЧ-1 «Московське».

## Оздоблення
Композиційне рішення побудовано на ритмі падуг, які поділяють колійні стіни і склепіння. Вони заповнені декоративними вставками з литого скла і алюмінію і візуально з'єднані в зоні склепіння архітектурними елементами, за якими розташовані світильники.
Декоративні вставки з жовтого, оранжевого і червоного скла і смальти включають в себе зображення барельєфних фігур і образно відображають досягнення культури Білорусі.
Вся станція вирішена в білих відтінках з контрастними вставками, що створюють відчуття народного колориту.

## Відомості
При проектуванні станцію планували назвати «Московською», проте при відкритті Мінського метро рішення було змінене і «Московською» назвали станцію в протилежному кінці лінії.
З 30 червня 1984 року по 7 листопада 2012 року була кінцевою. Із відкриттям 4-ї черги Московської лінії у складі трьох станцій «Грушівка», «Міхалово» і «Петрівщина» втратила статус найстарішої кінцевої Мінського метрополітену.

## Виходи
Виходи станції ведуть до залізничної платформи «Інститут культури» до електропоїздів Оршанського, Берестейського і Осиповицького напрямку, головного корпусу Академії управління при Президентові Республіки Білорусь і Білоруського державного університету культури та мистецтв.

## Пересадки
- Автобуси: 4, 4д, 6, 10, 32с, 40, 45, 47с, 50с, 52, 53, 73, 100, 101, 111, 163, 191;
- Тролейбус: 8, 12, 27, 43, 51, 63, 64;

## Галерея

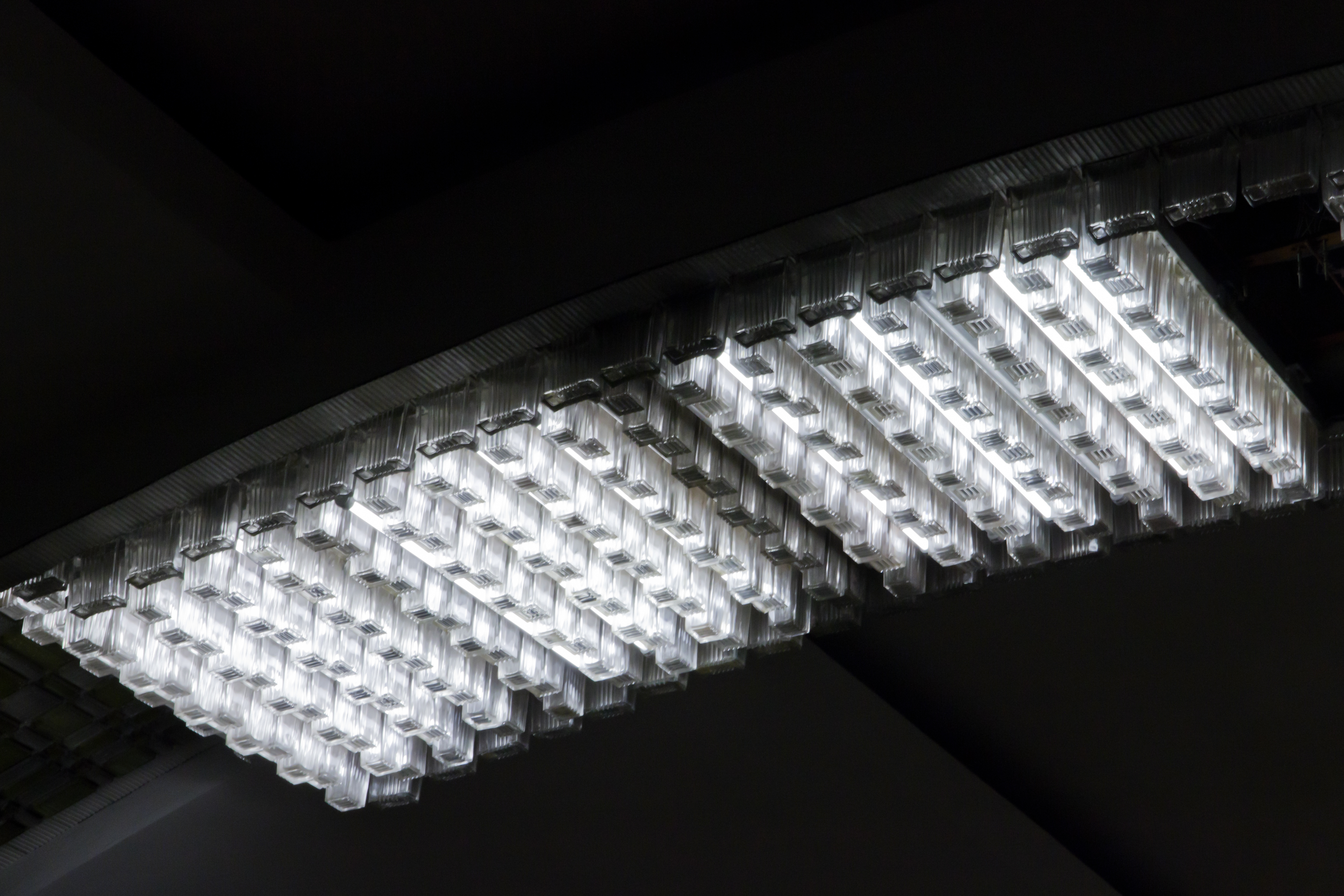
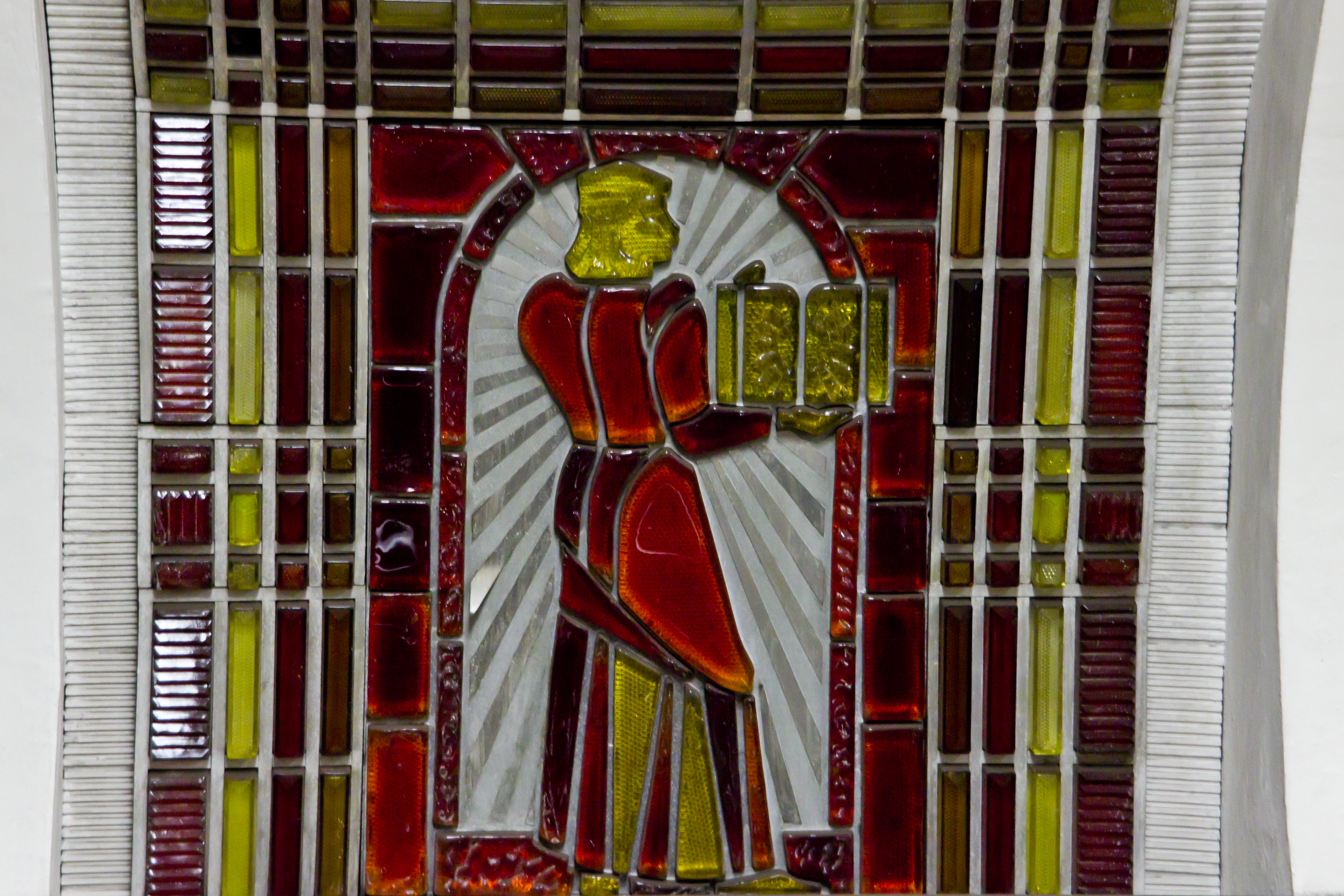